# Sean Parker
Sean Parker (* 3. prosince 1979, Herndon, Virginie, Spojené státy americké) je americký podnikatel. Byl spoluzakladatelem hudební peer-to-peer sítě Napster. Byl také prvním předsedou společnosti Facebook, při uvedení společnosti na burzu v ní držel podíl 3,9 %. Je členem představenstva společnosti Spotify. V březnu 2012 byla hodnota jeho majetku odhadována na 2,1 miliardy USD.